# Даниловский, Густав
Густав Данило́вский (пол. Gustaw Daniłowski, при рождении Август Владиславович Данило́вский, литературный псевдоним — Владислав Орвид; 14 июля 1871, Цивильск, Казанская губерния, Российская империя, — 21 октября 1927, Варшава, Польша) — польский писатель, публицист, политический деятель.

## Биография
Родился в городе Цивильск в семье сосланного в 1869 в Казанскую губернию деятеля польского национально-освободительного движения Владислава Даниловского (1841—1878), происходившего из беспоместной дворянской семьи (его отец был судебным чиновником в Люблине). Владислав Даниловский будучи студентом Медико-хирургической академии в Варшаве с 1861 года участвовал в конспиративной деятельности; в 1862 году являлся членом ЦНК, в 1863 году бежал за границу; арестован в 1865 году, откровенными показаниями заслужил снижение меры наказания и отделался ссылкой.
Окончил Варшавскую гимназию. Обучался в Харьковском технологическом институте. Около 1893 года сменил имя на Густав.
После окончания института переехал в Польшу. В 1895 году стал членом Польской социалистической партии. Вместе со Стефаном Жеромским организовал культурно-образовательное общество «Światło» («Свет») и Народный университет.
Участник революции 1905 года, в декабре 1906 года во время проведения заседания революционной фракции ППС был арестован. В тюрьме провёл несколько месяцев. После освобождения перебрался в Краков, где занялся активной литературной деятельностью. В то же время становится участником тайных организаций, в том числе Союза вооруженной борьбы и Временной комиссии конфедерации за независимость партий в качестве представителя революционной фракции ППС.
Во время Первой мировой войны в 1915 году присоединился к Польскому легиону Ю. Пилсудского. В 1916 году — член городского совета Варшавы.
С 1918 до 1922 года занимал должность чиновника по особым поручениям временного руководителя Польского государства Ю. Пилсудского. В 1927 году в результате критики и конфликта с последним вышел из рядов Польской социалистической партии.
Умер в том же году.
В 1931 году посмертно награждён Крестом Независимости.

## Творчество
Для произведений Даниловского характерны романтическая приподнятость образов, тяготение к символике. В повестях «Поезд» (1899), «Из дней минувших» («Z minionych dni», 1902), романе «Ласточка» («Jaskółka», 1905) и рассказах (сборник «Него» — «Nego», 1900) в аллегорических образах пытался выразить веру в историческую миссию пролетариата, как спасителя человечества, создал образы революционной молодежи, показал борьбу старого и нового миров.